# Estilo federal
El estilo federal es un estilo arquitectónico desarrollado en Estados Unidos entre 1780 y 1830. Se asentaba sobre el estilo georgiano y reanuda los temas y las formas del neoclasicismo. La decoración (elipse, águila) es mínima y la amplitud se vuelve monumental.
Arquitectos de estilo federal: 
- Asher Benjamin
- Charles Bulfinch
- Thomas Jefferson
- Samuel McIntire
- Alexander Parris
- William Thornton

## Ejemplos de estilo Federal

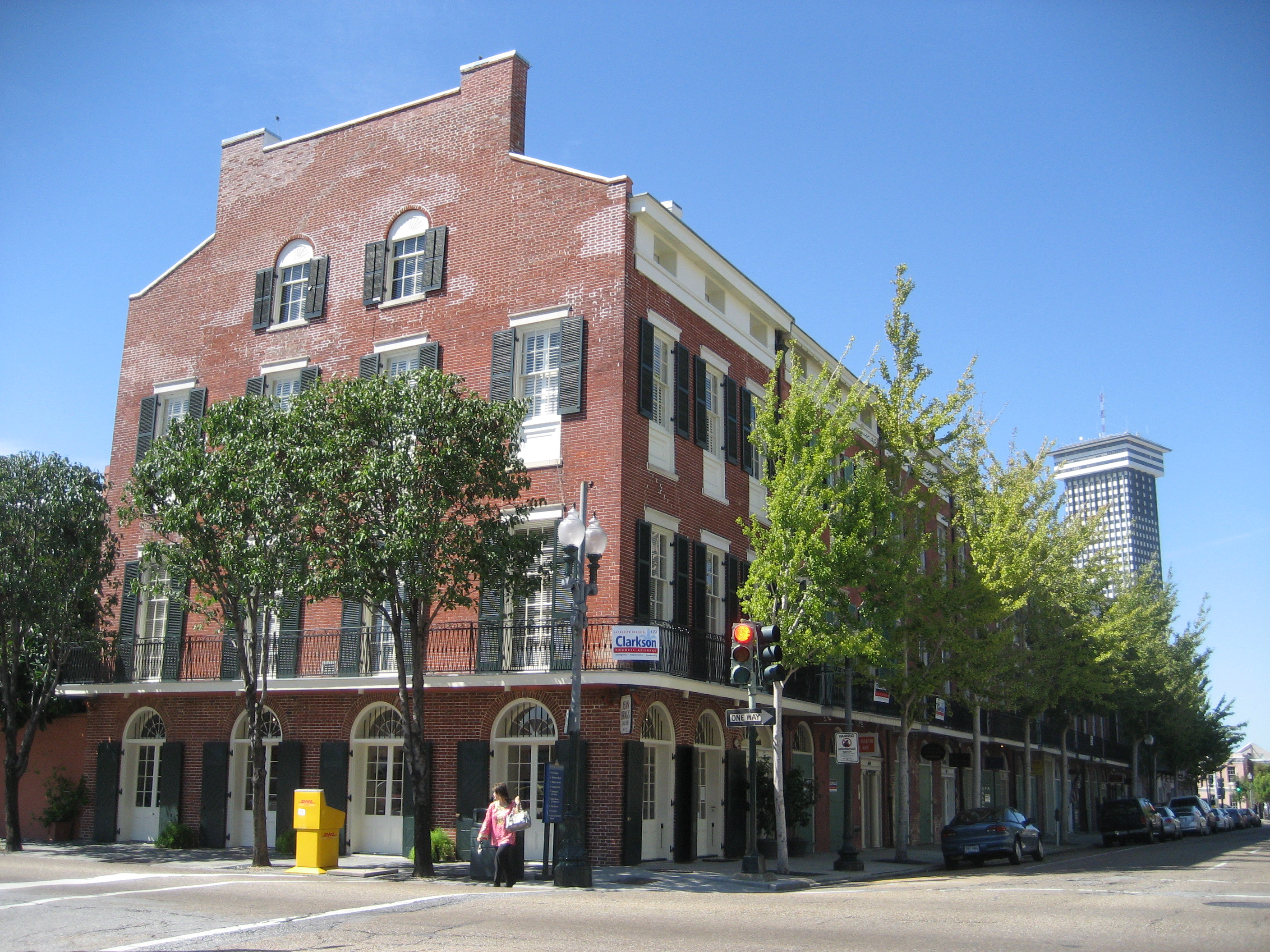
"Julia Row", New Orleans, 1830s: casas en estilo Federal con locales comerciales detrás de las ventanas de la arcada de la planta baja
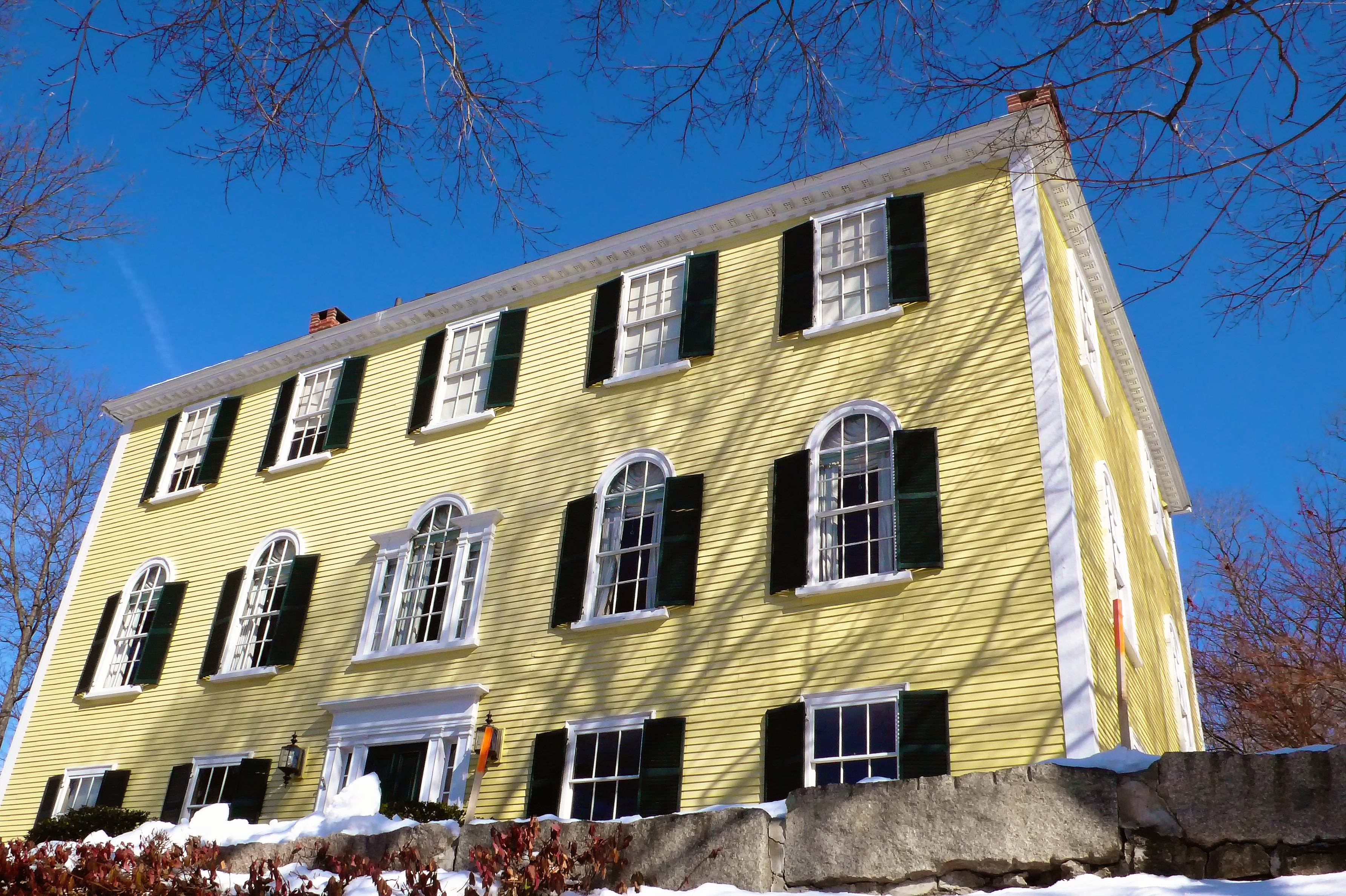
"Federal vernacular": Old Derby Academy (1818), Hingham, Massachusetts.
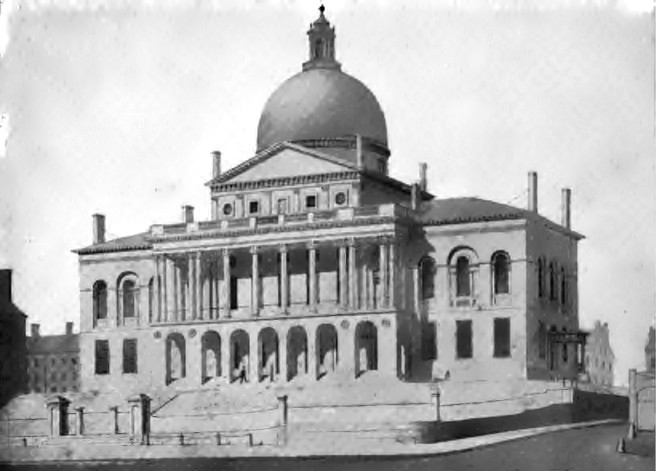
Massachusetts State House (1798, en un dibujo de Alexander Jackson Davis, 1827)